# Присово
Присово е село в Северна България. То се намира в община Велико Търново, област Велико Търново.

## География
Село Присово се намира на 6 км югоизточно от Велико Търново. Намира се в началото на Подбалканската котловина, заградена от хълмовете Присой бърдо, страната до с. Мерданя, възвишенията на гр. Килифарево при селата Големани, Нацовци и Дебелския баир. Селището и землището му граничат на запад с гр. Дебелец, на юг с гр. Килифарево и с. Плаково, на югоизток със с. Велчево, на изток със селата Пчелище и Драгижево, на североизток със село Малки Чифлик и на север с Велико Търново.
Присово се намира на около 200 – 280 м надморска височина и има умерено-континентален климат със студена зима и горещо лято, както цялата Подбалканска котловина. По-умерен е от климата на Северна България, защото благодарение на хълмовете, които ограждат на север селото, трудно проникват студените северни ветрове и течения. В същото време Присово е изложено на течение, което идва от местността Дълга лъка към Велико Търново през Присовското усое и от Дебелец и се оттича през селата Пчелище и Церова кория. Това течение задържа развитието на стопанските култури с една-две седмици.
В района на селото духат предимно западни и североизточни ветрове, по-рядко – южняк и източен вятър. През летния сезон падат проливни дъждове, придружени с бури и гръмотевици. През юли и август нерядко настъпва продължителна суша.
През селото тече Присовската рекичка, която събира водите си от редица изворчета и чешми и в миналото се е вливала в р. Янтра. При корекцията на шосето за гр. Елена е изграден микроязовир преди началото на Присовското устие. По неговата дига минава шосеен път.
Заселено е компактно от двете страни на Присовската рекичка с нагъсто застроени къщи.

## История
Селото се опира до южния склон на Присой бърдо, от което получава името си. Съществува предание, че във Второ българско царство Присово се е наричало Хърсово, намирало се е по-нагоре, но било напуснато и опожарено поради избухване на опасна болест, от която измрели много от хората. Останалото население се преместило към Присой бърдо и се заселило под гората под подножието на бърдото. Тук се започнало ново село, което получило името Присово. 
Много жители от същото селище Хърсово се преселили на северното подножие на бърдото, в източния край на Дълга лъка, на мястото на военния завод. Селището добило името Райковото селище. Там са открити остатъци от църковни принадлежности, основи на църква, водопровод.
На изток от Райково се простира долина между Присой бърдо и Трошана. На левия бряг на Трошанския дол, посред гъста гора, се намират развалините на манастира „Стого Марка“. В първите турски години народът от Дебелец, Присово и Търново се събирали на сбор там. Мястото било свърталище на търновски монаси, преписвачи, писатели и художници.
Землището на Присово в турско време принадлежало на отоманската държава. Селото имало задача да пази прохода между Присой бърдо и Дебелския хълм, да обработва зеленчука на Дълга лъка и да следи пътя, който идва от Пчелище. Селището било привилегировано и турци в него не са можели да се заселват. 
През 1798 г. от Балкана нахълтали прочутите кърджалийски орди. Обрали и разсипали манастира "Св. Архангелъ", нападнали Присово, подпалили го и го ограбили до дъно. Заедно с домовете била опожарена и църквата "Св. Димитъръ" ( съградена около края на 16 век). Когато кърджалиите заминали, присовчани се завърнали и започнали да строят нови къщи. Построили и нова църква, по на запад и по-горе към бърдото, нарекли я "Успение пресвета Богородица". Дворището на изгорялата църква "Св.Димитъръ"  се запазило, оградило се е се е тачило като народна светиня. През 1866г. на това място са поставили украсен камък ( пътят от центъра по посока към фабриката, улицата, която е в дясно, пред една от къщите е този камък, а до него оброк).
Към 1830 църквата "Св. Богодорица" е съборена и е построена по-голяма, но тя е изтраяла само 7 години. През 1845г. започнал строежът на новата църква, била построена за една година. През 1872г. се построява камбанарията, висока 15 метра. 
През 1859 г. църквата изгражда църковно училище, което обслужвало селото до 1934г. ( останали са само каменните останки вдясно от портата към църквата). След това е построена новата училищна сграда през 1931г. в центъра на селото.
В Присово се създава кредитна кооперация „Св. Никола“ през 1926 година. През 1971 година в селото се открива фабрика за нестандартно оборудване.

## Население
Численост на населението според преброяванията през годините:
| \| Година на преброяване \| Численост \| \| --------------------- \| --------- \| \| 1934 \| 1486 \| \| 1946 \| 1393 \| \| 1956 \| 1296 \| \| 1965 \| 1404 \| \| 1975 \| 1364 \| \| 1985 \| 1166 \| \| 1992 \| 969 \| \| 2001 \| 921 \| \| 2011 \| 823 \| \| 2021 \| 791 \| |           |
| Година на преброяване | Численост |
| 1934 | 1486      |
| 1946 | 1393      |
| 1956 | 1296      |
| 1965 | 1404      |
| 1975 | 1364      |
| 1985 | 1166      |
| 1992 | 969       |
| 2001 | 921       |
| 2011 | 823       |
| 2021 | 791       |

### Етнически състав
Преброяване на населението през 2011 г.
Численост и дял на етническите групи според преброяването на населението през 2011 г.:
|                     | Численост | Дял (в %) |
| Общо                | 823       | 100.00    |
| Българи             | 741       | 90.03     |
| Турци               | 11        | 1.33      |
| Цигани              |           |           |
| Други               |           |           |
| Не се самоопределят |           |           |
| Неотговорили        | 67        | 8.14      |

## Транспорт
Селото има редовен автобусен превоз до Велико Търново, Пчелище, Церова Кория, Капиново, Миндя, Велчево и Къпиновски манастир.

## Култура

### Основно училище „Христо Ботев“
Първото килийно училище в Присово се създава около 1780 година. Обучението се е водило от попове в килии при примитивни условия. Сегашната стара сграда, намираща се в двора на църквата, е имала 3 по-големи помещения, където седнали на рогозка са учели децата. През 1922 г. се създава за първи път в селото прогимназия в бивш манастирски метох. Взаимно училище в Присово се създава през 1897 година. През периода 1945 – 1980 г. учениците от село Присово учат в училищната сграда, построена през 1932.

## Културни и природни забележителности

### Присовски манастир „Св. Архангел Михаил“
Манастирът е разположен южно от Присово, близо до град Дебелец. Според преданието е съграден от братята Асеневци в памет и прослава на загиналите в бой български войски срещу Исак Ангел на Архангеловден. Вероятно до манастира (на върха) е имало крепост, която е пазила дефилето. По време на Втората българска държава тук са се подготвяли църковни служители и преписвачи на книги. Обителта често е посещавана от цар Иван Александър и семейството му.
Манастирът е опустошен при падането под османска власт, а през 1409 г. е създаден отново като книжовна школа. Монахът Лука (Преподобный Лука, йеромонах Присовский) през 1426 г. преписва един триод в този манастир. Изграден е отново по време на Търновските въстания на Тодор Балина и Павел Джорджич. След дълго време монаси от Рилския и Самоковския манастир построяват малка сграда за живеене и параклис за молитви.
През 1858 г. майстор Петко Христов от Дебелец започва изграждането на сегашния храм. Неколкократни набези и грабежи принуждават обитателите да построяват тайници. За възстановяване на манастира помогнали много селяни от Дебелец и Присово, еснафът (казанджии, бакърджии и дърводелци) от Габрово, Търново и Дряново.
Манастирът е приемал просветители, възрожденци, хайдути и революционери. Посещаван (1867 г.) от Панайот Хитов, Васил Левски, Иван Кършовски и зограф Цани от Трявна. През 1869 г. Васил Левски пристига с отец Матей Миткалото. Иларион Макариополски още като ученик е идвал често. Манастирът е посетен от Левски, Димитър Общи и лясковския куриер на комитета Марин Стойчев през есента на 1871 г.
Преди да избухне Априлското въстание, в манастира пристига бъдещият войвода поп Харитон и прави събрание в игуменовата килия.

#### Присовски девически манастир „Св. Великомъченик Пантелеймон“
Основан през 1870 г. като „семеен“ манастир от Минчо и Дража Райчеви. Църквата в него е построена 1881 г. и е осветена през 1882 г.

## Личности
- Николай Цигулинов (1910 – 1980) – състезател по борба, кечист в Германия и Гърция
- Марко Марков (1919 – 2002) – български лекар, генерал-лейтенант от медицинската служба
- Иван Вачков (1920 – 1981) – политик от БКП, бивш главен прокурор на България
- Пламен Валентинов Петров (р. 1983) – историк, публицист, изкуствовед, директор на художествена галерия в Казанлък